# Henri De Pratere
Pour les articles homonymes, voir De Pratere.
Henri De Pratere, né à Courtrai, le 14 décembre 1815 et mort dans la même ville le 16 décembre 1890, est un peintre belge connu pour ses scènes de genre, ses portraits, ses paysages, ses vues de villes, ses fleurs et ses natures mortes.
Il expose régulièrement aux Salons triennaux en Belgique, de même qu'à l'Exposition universelle de 1876 à Philadelphie. Il devient, en 1858, directeur de l'Académie des beaux-arts de Courtrai.
Ses œuvres sont, jusqu'en 2014, conservées au Musée Broel à Courtrai.

## Biographie

### Famille
Henri (Henry Antoine) De Pratere, né à Courtrai le 14 décembre 1815, est le fils de Juste Joseph Bernard De Pratere (1789-1836), huissier, natif de Courtrai, et de Ludivine Eugénie Vincent (1784), native de Lille, où ils se sont mariés le 19 août 1811. Son frère cadet est Edmond De Pratere (1826-1888), artiste peintre.

### Formation
Étudiant à l'Académie des beaux-arts de Courtrai vers 1835, Henri De Pratere parfait ensuite sa formation auprès de François-Joseph Navez.

### Carrière

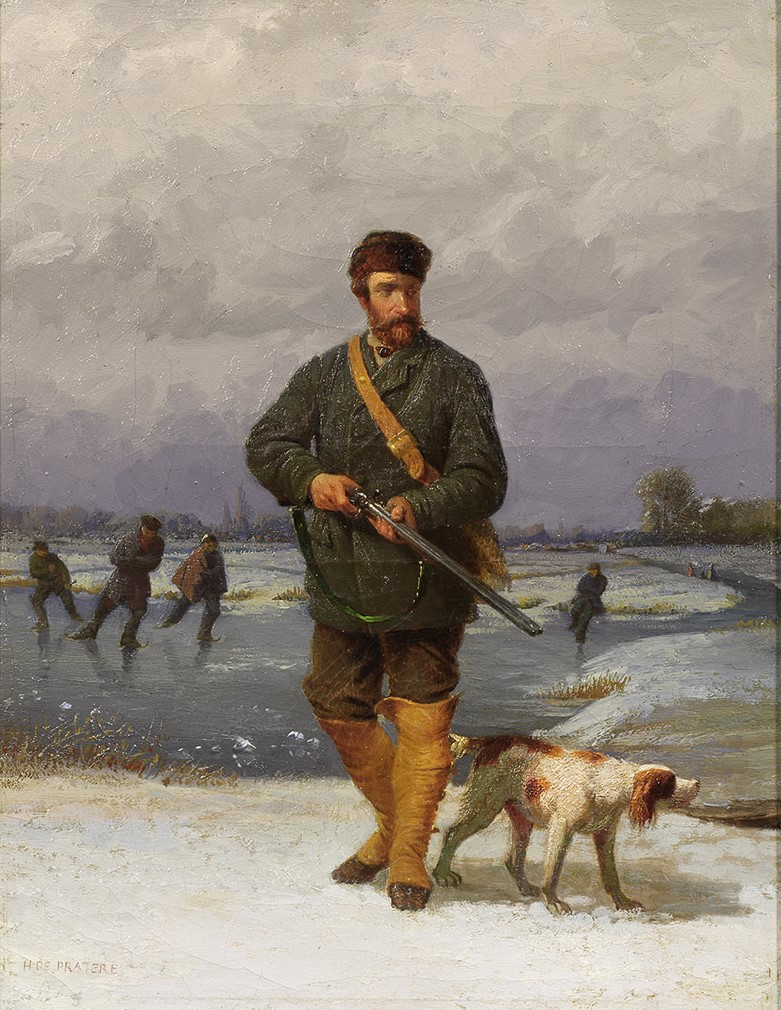
Chasseur de gibier d´eau.

Au début de sa carrière, Henri De Pratere se consacre aux vues urbaines et à la peinture décorative avec son frère Edmond, qui également son élève. Tous deux sont remarqués par le char qu'ils ont orné lors d'un cortège historique en 1853. 
Pour la première fois, Henri De Pratere expose au Salon de Bruxelles de 1848 deux Vues de la Lys à Courtrai. Il expose ensuite à au moins 19 expositions triennales belges jusqu'en 1877. En 1861, il est présent au Salons de Paris, ville où il se rend volontiers depuis environ 1850, accompagné par son frère. Il participe à l'exposition de Reims en 1875, puis à l'Exposition universelle de 1876 à Philadelphie.
En 1858, Henri De Pratere est nommé directeur de l'Académie des beaux-arts de Courtrai, où, bon dessinateur, il dispensait depuis quelque temps des cours de peinture et forme notamment le peintre Évariste Carpentier.
Henri De Pratere, célibataire, meurt, à l'âge de 75 ans, Loodwitstraat à Courtrai le 16 décembre 1890.

## Œuvre

### Caractéristiques

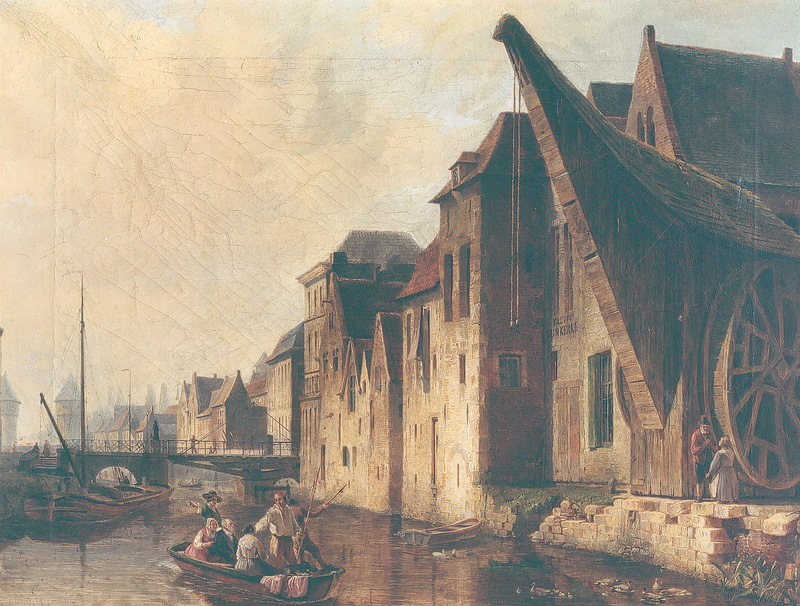
La Grue sur la Lys à Courtrai avec les Tours du Broel à gauche.

Son champ pictural couvre initialement les vues urbaines et pittoresques, puis les scènes de genre, les portraits, les paysages, parfois étoffées de chiens et de moutons, les vues de villes, les fleurs et les natures mortes.
En 1859, la critique estime favorablement les œuvres qu'Henri De Pratere a envoyées au salon des beaux-arts de Courtrai : « il a peint Les Joueurs de quilles, une scène d'estaminet, dont la composition est louable et l'exécution consciencieuse. Le Rémouleur est traité avec soin, et dans une troisième toile, il aborde un genre différent, et nous montre, dans un grand parc d'autrefois, sur un de ces larges et splendides escaliers, tels que les dessinait Le Nôtre, deux chasseurs qui galamment comptent fleurette à une laitière. Il y a là de forts beaux chiens, vigoureusement peints, et qui témoignent une fois de plus de la vocation des Courtraisiens pour la peinture d'animaux. »

### Expositions

#### Belgique
- Salon de Bruxelles de 1848 : Vue prise sur la Lys à Courtrai, soleil levant et Vue prise sur la Lys à Courtrai, soleil couchant[4].
- Salon de Bruxelles de 1851 : Le Marché des Innocents à Paris[5].
- Salon d'Anvers de 1852 : Le Rendez-vous des chasseurs[6].
- Salon de Gand (XXIIe) de 1853 : Le Joueur de clarinette[7].
- Salon de Bruxelles de 1854 : Fin d'une journée de chasse[8].
- Salon de Gand (XXIIIe) de 1856 : Un intérieur de salon sous Louis XV et Une marchande de lait[9].
- Salon de Bruxelles de 1857 : Soupçons d'une jeune mariée et L'Heureux temps des Flandres[10].
- Salon d'Anvers de 1858 : Un doux abri et Heures de loisir[11].
- Salon d'Anvers de 1861 : Le Petit traqueur[12].
- Salon de Gand (XXVe) de 1862 : Le Sculpteur[13].
- Salon de Bruxelles de 1863 : La Leçon de lecture[14].
- Salon d'Anvers de 1864 : Batteurs de colza, Chasseurs au repos et Vue aux environs de Tournay[15].
- Salon de Bruxelles de 1866 : Intérieur de boucherie[16].
- Salon d'Anvers de 1867 : Intérieur de cabaret et Vieille boucherie[17].
- Salon de Gand (XXVIIe) de 1868 : Le Retour du travail et Allant aux champs[18].
- Salon de Gand (XXVIIIe) de 1871 : Bouquet de fleurs et Le Cabaret[19].
- Salon d'Anvers de 1873 : La Veille des Rois en Flandre[20].
- Salon de Bruxelles de 1875 : Marché aux volailles[21].
- Salon de Gand (XXXe) de 1877 : Fleurs[22].
- Exposition des Beaux-Arts de Courtrai de 1881 : Fruits, Après la revanche, Étude, Fruits, Vue prise le long de la Lys d'après une étude faite en 1847 et Le Tir à l'arc-à-main[23].

#### France
- Salon de Paris de 1861 : Un tir à la Porte de Flandre[24].

### Collections muséales
Sept de ses œuvres étaient conservées au Musée Broel à Courtrai, jusqu'à la fermeture de l'institution en 2014 : Anciennes fortifications de Courtrai sur la Lys et la petite Lys, Chasseur sonnant du cor, En route pour le marché, don de l'État (1865) et Deux vues prises sur la Lys (1878).